# Дитрих фон Плесе
Дитрих фон Плесе 'Млади' (на немски: Dietrich, Herr zu Plesse; Dietrich III/IV/VI
Herr von Plesse; * 1499; † 22 май 1571, замък Плесе) е господар на замък Плесе на 7 km от Гьотинген от линията Готшалк фон Плесе. От 1150 г. замък Плесе е резиденция на фамилията, която се нарича на замъка.

## Произход
Той е син на Дитрих II/III (Готшалк) фон Плесе (* 1470; † сл. 19 декември 1542/ок. 1543) и втората му съпруга графиня Аделхайд фон Олденбург († 1513), дъщеря на граф Герхард VI фон Олденбург-Олденбург (1430 – 1500) и графиня Аделхайд фон Текленбург († 1477). По друг източник майка му е първата съпруга на баща му Анна фон Шпигелберг († 1502), дъщеря на граф Йохан II фон Шпигелберг († 1480) и Елизабет фон Дипхолц († 1475). Внук е на Дитрих I фон Плесе († 1495) и Маргарета фон Харденберг († 1495)
Дитрих фон Плесе умира на 22 май 1571 г. в замък Плесе и е погребан на 24 май 1571 г. в манастир Хьокелхайм. С него „Готшалк-линията“ изчезва през 1571 г.

## Фамилия
Първи брак: на 25 юли 1529 г. с Катарина Ройс фон Плауен († ок. 1555/1556, погребана в манастир Хьокелхайм), дъщеря на фогт Хайнрих XI/XII Ройс фон Плауен-Грайц († 1502) и Катарина фон Гера († 1505). Те имат децата:
- Елизабет фон Плесе (* 28 юни 1531; † ок. 28 май 1556), омъжена на 12 август 1550 г. за граф Георг фон Глайхен-Тона (* 1509; † 24 септември 1570), син на граф Филип фон Глайхен-Тона (1483 – 1549) и графиня Маргарета фон Шьонбург-Валденбург (1489 – 1535)
- Катарина фон Плесе (* 16 август 1533; † между 5 юли 1581 и 13 януари 1606), омъжена I. 1558 г. за граф Йохан IV фон Глайхен-Ремда († 1567), II. на 13/19 април 1572 г. в Заалфелд за фрайхер Симон фон Унгнад-Вайсенволф-Зонег-Валденщайн, граф фон Мюнхенбернсдорф († 1603/1607)
- Хайнрих фон Плесе (* 16 август 1534; † 1545)
- Кристофел фон Плесе (* 10 август 1535; † 18 юли 1567), женен на 4 февруари 1554 г. в Гера за Маргарета фон Глайхен-Рембда († 19 март 1570), полусестра на Йохан IV фон Глайхен-Ремда

Втори брак: на 14 декември 1567 г. с графиня Агнес фон Липе (* 1535; † 13 юни 1610), дъщеря на граф Симон V фон Липе (1471 – 1536) и Магдалена фон Мансфелд-Мителорт († 1540). Бракът е бездетен.
Агнес фон Липе се омъжва втори път 1578 г. за Абундус Шлик, граф фон Басано и Вайскирхен († 1589).